# Mamhofen
Mamhofen ist ein Weiler und ein Stadtteil von Starnberg im oberbayerischen Landkreis Starnberg.
Der Ort liegt circa zwei Kilometer nördlich von Starnberg an der Staatsstraße 2069.

## Geschichte
Im 12. Jh. ist die Siedlung als Mamenhoven verschriftlicht. Es liegt der bajuwarische Personenname Memo zugrunde.
Mamhofen gehörte früher zur Gemeinde Hanfeld. Diese wurde am 1. Januar 1972 nach Starnberg eingemeindet.
Eigentümerin des Guts Mamhofen und des darum liegenden Forstes mit insgesamt rund 400 Hektar Fläche ist Stephanie Gräfin Bruges-von Pfuel.

## Sehenswürdigkeiten
- Katholische Filialkirche St. Jakob und Philipp